# Anatolija
Anatólija (turško Anadolu, iz grščine ανατολη - »sončni vzhod«; primerjaj Orient in Levant) ali Mala Azija (iz latinščine Asia Minor) je polotok v jugozahodni Aziji, ki danes predstavlja azijski del Turčije. Na severu je omejen s Črnim morjem, na severozahodu z Marmarskim morjem ter morskima ožinama Bospor in Dardanele, na zahodu z Egejskim in na jugu s Sredozemskim morjem. Vzhodna meja ni ostro določena, pogosto jemljejo kar meje današnje Turčije.
Zaradi svoje strateške lege na stičišču Evrope in Azije je bila Anatolija od prazgodovine zibelka civilizacij, kar izpričujejo neolitske izkopanine v krajih Çatal Höyük, Cayönü, Nevali Cori, Hacilar, Göbekli Tepe in Mersin. V isti čas sodijo tudi začetki Troje, katere razvoj pa traja vse do železne dobe.
Med številna ljudstva in civilizacije, ki so se bodisi naselila v Anatoliji, bodisi jo zavojevale, sodijo Hati, Luvijci, Hetiti, Frigijci, Kimerijci, Lidijci, Perzijci, Kelti, Tabali, Mešehi, Grki, Pelazgi, Armenci, Rimljani, Goti, Kurdi, Bizantinci, Seldžuški Turki in Otomanski Turki. Omenjena ljudstva sodijo v različne etnične in jezikovne skupine. V dobi pisane zgodovine so se v Anatoliji govorili indoevropski in semitski jeziki, kot tudi več jezikov, ki jim ne znamo določiti sorodnosti. Zaradi starosti indoevropske hetitščine in luvijščine so nekateri raziskovalci celo postavili hipotezo, da je Anatolija center, od koder so se razširili indoevropski jeziki. Spet drugi raziskovalci so postavili hipotezo o anatolskem izvoru Etruščanov v antični Italiji.
Sedanji prebivalci Anatolije so potomci turških ljudstev, islamiziranih v srednjem veku, in govorijo predvsem turško. Na jugovzhodu, ob meji z Irakom in Iranom, pa živi številčna kurdska skupnost.